# USS Henry A. Wiley (DM-29)
O USS Henry A. Wiley (DM-29) foi um contratorpedeiro da Marinha dos Estados Unidos, classe Robert H. Smith que serviu durante a Segunda Guerra Mundial e a Guerra da Coréia.
O nome do navio é uma homenagem ao Almirante Henry Aristo Wiley (1867-1943) oficial da Marinha dos Estados Unidos que serviu na Guerra Hispano-Americana, Primeira Guerra Mundial e Segunda Guerra Mundial.

## Comandantes
| Comandante                 | Período                  |
| -------------------------- | ------------------------ |
| Cdr. Robert Emmett Gadrow  | 31 de Agosto de 1944 -?? |
| Cdr. Paul Henrik Bjarnason | Abril de 1945 -??        |